# Karl Schlumprecht

Karl Schlumprecht

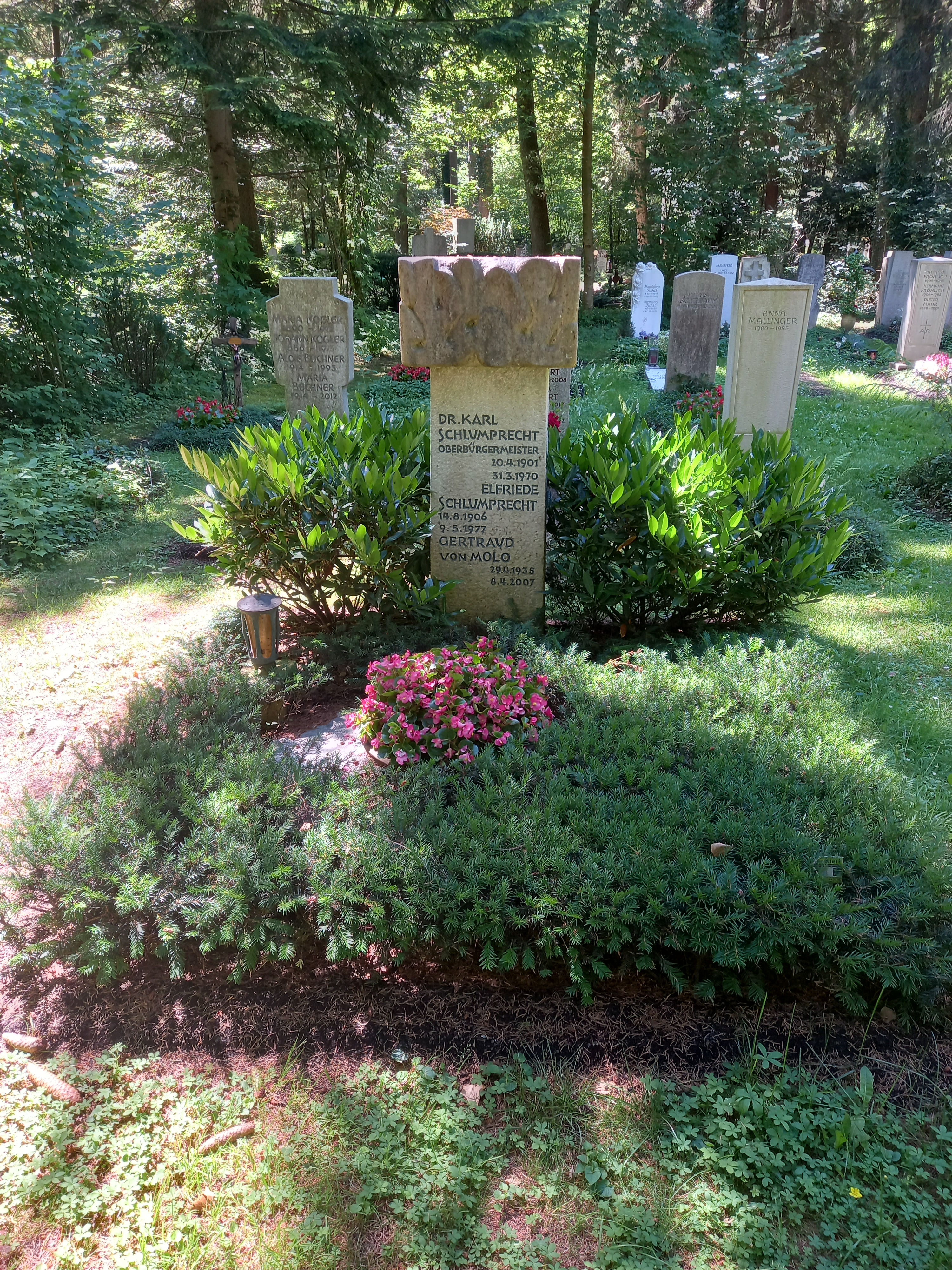
Das Grab von Karl Schlumprecht und seiner Ehefrau Elfirede geborene Högn auf dem Waldfriedhof Solln in München

Karl Schlumprecht (* 20. April 1901 in Fürth; † 31. März 1970 in München) war ein deutscher Jurist, Staatsanwalt und Amtsgerichtsrat. Von 1933 bis 1937 war er nationalsozialistischer Oberbürgermeister von Bayreuth.

## Leben
Schlumprecht besuchte in Fürth die Volksschule und das humanistische Gymnasium, von 1915 bis 1920 war er Angehöriger des Bayerischen Kadettenkorps. Mit dem Freikorps Epp, dem er von März bis Juli 1919 angehörte, beteiligte er sich an der Niederschlagung der Münchner Räterepublik. Im Frühjahr 1920 kämpfte er als Mitglied der Bayerischen Schützenbrigade im Ruhraufstand. Nach dem im Juli 1920 bestandenen Abitur am Münchner Wittelsbacher-Gymnasium begann er an der dortigen Ludwig-Maximilians-Universität Rechtswissenschaft zu studieren. Im selben Jahr wurde er im Corps Arminia München aktiv. Als Inaktiver wechselte er an die  Friedrich-Wilhelms-Universität zu Berlin und die  Friedrich-Alexander-Universität (FAU) in Erlangen. Von Januar 1921 bis März 1922 hielt er sich als Werkstudent in den USA auf.
Nach dem Ersten Staatsexamen arbeitete er von 1925 bis 1928 als Rechtspraktikant in Nürnberg und München. Die FAU promovierte ihn 1929 zum Dr. iur. Nach dem Zweiten Staatsexamen im November 1928 war er Assessor an verschiedenen bayerischen Gerichten. Von Oktober 1929 bis April 1932 war er Staatsanwalt im niederbayerischen Deggendorf, anschließend bis März 1933 Amtsgerichtsrat in Augsburg. In Deggendorf lernte er seine spätere Ehefrau Elfriede Högn kennen, die Tochter des Lehrers, Heimatforschers und Komponisten August Högn. Aus dieser Ehe gingen drei Kinder hervor.
Schlumprecht war seit 1920 Mitglied der Deutschnationalen Volkspartei. Anfang Dezember 1930 trat er in die Nationalsozialistische Deutsche Arbeiterpartei (NSDAP; Mitgliedsnummer 375.774) ein. Ab März 1931 war er Reichsredner für die NSDAP. Anfang Oktober 1933 wurde er zudem Mitglied der SS (Mitgliedsnummer 47.325). Ab dem 5. März 1933 gehörte Schlumprecht dem Bayerischen Landtag an. Am selben Tag wurde er zum Adjutanten und persönlichen Referenten des bayerischen Innenministers ernannt.
Am 26. April 1933 wurde Schlumprecht vom Stadtrat zum Oberbürgermeister von Bayreuth gewählt. Er trat die Nachfolge von Albert Preu an, der, wie es offiziell hieß, in den Ruhestand versetzt wurde. Bei dieser ersten Oberbürgermeisterwahl in der Zeit des Nationalsozialismus konnte die durch Verhaftungen geschwächte Stadtratsfraktion der SPD dem Druck der NSDAP nicht viel entgegensetzen. Die KPD hatten die Nationalsozialisten zu diesem Zeitpunkt bereits verboten. Anders als seine Vorgänger trat Schlumprecht nicht im Gehrock, sondern im Braunhemd der SA auf.
Im November 1933 wurde Schlumprecht Mitglied des  Reichstags. Von 1934 bis 1936 war er zudem Gauamtsleiter für Kommunalpolitik im Gau Bayrische Ostmark. Unüberbrückbare Konflikte mit dem Gauleiter Fritz Wächtler führten schließlich dazu, dass Schlumprecht im April 1937 sein Amt als Oberbürgermeister aufgeben musste. Als Wächtler zwei Krankenhauschefärzte suspendierte, kam es zur Eskalation des Konflikts. Schlumprecht setzte sich als kurzfristig ernannter Ministerialdirektor im bayrischen Staatsdienst nach München ab, wo er anschließend die Abteilung Energieversorgung im Finanzministerium und die Abteilung Handel, Industrie und Gewerbe im Wirtschaftsministerium leitete. Nach dem Einmarsch der Wehrmacht ins Sudetenland leitete er kurzzeitig die Wirtschaftsabteilung beim Chef der Zivilverwaltung in Karlsbad. Nachfolger als Oberbürgermeister in Bayreuth wurde zunächst vom 21. Juli 1937 bis zum 30. März 1938 Otto Schmidt der ebenfalls aus Protest gegen Wächtlers Vorgehen sein Amt zur Verfügung stellte, und danach Friedrich „Fritz“ Kempfler, der zuvor schon in Fürth den Oberbürgermeister Franz Jakob in seinen Dienstaufgaben vertrat.
Nach Beginn des Zweiten Weltkrieges war Schlumprecht von Oktober bis Dezember 1939 Leiter des Amtes für Wirtschaft im Generalgouvernement. Danach war er bis Anfang Oktober 1940 Abteilungsleiter im bayerischen Finanzministerium und in dieser Funktion auch stellvertretender Finanzminister. Ab Juli 1941 war er bei der Militärverwaltung in Belgien und Nordfrankreich in Brüssel. Zum SS-Brigadeführer wurde er am 22. März 1944 ernannt. Vom 16. Juli 1943 bis 21. April 1944 übernahm Schlumprecht in ständiger Vertretung des Gauleiters von Oberbayern, Paul Giesler, das bayerische Wirtschaftsministerium. Ab März 1944 nahm er die Geschäfte des Staatssekretärs im bayerischen Innenministerium wahr und war zudem Stellvertreter des Gauleiters.

## Nach Kriegsende
Schlumprecht befand sich von Mai 1945 bis Juni 1948 in alliierter Internierung und wurde Anfang 1948 nach Belgien überstellt. Im August 1948 wurde er nach einem Spruchkammerverfahren in München als „Minderbelasteter“ entnazifiziert. Im November 1948 wurde dieses Urteil durch den bayerischen Kassationshof aufgehoben und Schlumprecht als „Mitläufer“ eingestuft und zu 500 DM Geldstrafe verurteilt. Schlumprecht war in München wohnhaft und wurde für den Bayerischen Gemeindetag tätig. Anfang März 1956 wurde ihm aufgrund seiner NS-Funktionärstätigkeit die Amtsbezeichnung Ministerialdirektor durch die bayerische Staatsregierung aberkannt.

## NS-Auszeichnungen
| Schlumprechts SS-Ränge | Schlumprechts SS-Ränge |
| Datum                  | Rang                   |
| ---------------------- | ---------------------- |
| Juni 1934              | SS-Untersturmführer    |
| Dezember 1935          | SS-Obersturmführer     |
| Januar 1936            | SS-Hauptsturmführer    |
| Januar 1937            | SS-Sturmbannführer     |
| September 1938         | SS-Obersturmbannführer |
| Oktober 1939           | SS-Standartenführer    |
| Januar 1944            | SS-Oberführer          |
| März 1944              | SS-Brigadeführer       |

- Kriegsverdienstkreuz I. Klasse mit Schwertern
- Kriegsverdienstkreuz II. Klasse mit Schwertern
- Ehrendegen des RF SS
- Totenkopfring der SS